# Autostrada A39 (Franța)
Autostrada A39, sau A39, este o autostradă franceză care leagă Dijon de Bourg-en-Bresse.
Aceasta deservește, de asemenea, orașele Dole și Lons-le-Saunier. Cu excepția secțiunii care intră în aglomerația din Dijon, autostrada este integral cu taxă. Concesionarul său este APRR.
Pe lângă rolul său de deschidere a accesului către sudul departamentului Jura, autostrada A39 a fost concepută în special pentru a descărca traficul de pe A6 între Beaune și Lyon, motiv pentru care traseul său este aproximativ paralel cu aceasta.
De asemenea, joacă un rol indirect în evitarea traversării autostrăzii prin Lyon (și a Tunelului Fourvière), direcționând șoferii spre variantele de ocolire estică (A432 și A46). Astfel, A39 preia fluxurile de trafic în direcția sudică venite de pe A31 și, mai ales, de pe A36.
O atenție deosebită a fost acordată realizării acestei autostrăzi. Astfel, mediul înconjurător a fost protejat prin diverse amenajări, cum ar fi numeroase pasaje pentru faună, ceea ce i-a adus supranumele de „Autostrada Verde” (în franceză Autoroute Verte).
De asemenea, amenajarea spațiilor de servicii a fost atent concepută, punând în valoare atracțiile turistice ale regiunilor traversate. Cele două principale zone de servicii oferă, respectiv, o incursiune în specificul Jura și Bresse, iar majoritatea zonelor de odihnă sunt tematizate în funcție de un element local sau de o personalitate celebră (de exemplu, Aire Louis Pasteur).

## Istoric
Declarații de utilitate publică:
- 9 august 1978: Secțiunea Crimolois – Fauvernay (ieșirea 3 - A31)[1][2], (declarație prelungită pe 28 iulie 1983[3] și 29 iulie 1988[4]).
- 2 februarie 1983: Secțiunea Dijon – Crimolois (RM274 - ieșirea 3), (declarație prelungită pe 21 ianuarie 1988) → (RN5).
- 5 martie 1990: Secțiunea Fauverney – Dole-Choisey (A31 - ieșirea 6)[5].
- 26 aprilie 1991: Secțiunea Dijon – Crimolois (RM274 - ieșirea 3), (preluată de pe RN5)[6].
- 11 ianuarie 1994: Secțiunea Dole-Choisey – Bourg-en-Bresse (ieșirea 6 - A40)[7].

Puneri în funcțiune:
- 30 noiembrie 1985:
  - Secțiunea Dijon – Longvic (RM274 - ieșirea 1), (→ RN5).
  - Secțiunea Longvic – Crimolois (ieșirile 1 - 3), (prima bandă de circulație), (→ RN5).
- 23 iunie 1989: Secțiunea Crimolois – Fauvernay (ieșirea 3 - A31).
- 4 decembrie 1992:
  - Secțiunea Dijon – Longvic (RM274 - ieșirea 1), (preluată de pe RN5).
  - Secțiunea Longvic – Crimolois (ieșirile 1 - 3), (a doua bandă de circulație), (preluată de pe RN5).
- 25 octombrie 1994: Secțiunea Fauverney – Dole-Choisey (A31 - ieșirea 6).
- 3 iunie 1998: Secțiunea Dole-Choisey – Bourg-en-Bresse (ieșirea 6 - A40).
- 14 septembrie 2009: Nod rutier Arlay (ieșirea 7.1).

## Traseu
| De la M274 până la ieșirea 3; secțiune gratuită, concesionată către APRR. | |             |
| 1                                                                         | Nod rutier între M274, RD905 și A39: Dijon-centru; Lyon, Beaune, Longvic, Chenôve, Paris, Nevers, Troyes, Dijon-nord, Quetigny, Saint-Apollinaire. | M274 RD905  |
| A39                                                                       | |             |
| 2 - Neuilly-lès-Dijon                                                     | Orașe deservite: Sennecey-lès-Dijon, Neuilly-lès-Dijon (nod rutier parțial).                                                                       |             |
| 3 - Crimolois                                                             | Orașe deservite: Besançon, Dole, Auxonne, Genlis, Chevigny-Saint-Sauveur.                                                                          | RD905       |
| De la ieșirea 3 până la A40; secțiune cu taxă, concesionată către APRR.   | |             |
|                                                                           | Punctul de taxare Crimolois. |             |
| Intersecție                                                               | Nod rutier între A31 și A39: Lyon, Beaune; Paris, Lille, Troyes, Metz, Nancy, Chaumont (nod rutier parțial).                                       | A31 E17 E21 |
|                                                                           | Zonă de odihnă: Le Bois Défendu (sens Dijon > Bourg-en-Bresse).                                                                                    |             |
|                                                                           | Zonă de odihnă: Beire-le-Fort (sens Bourg-en-Bresse > Dijon).                                                                                      |             |
| 5 - Soirans                                                               | Orașe deservite: Auxonne, Genlis, Saint-Jean-de-Losne.                                                                                             | RD905       |
|                                                                           | Zone de servicii: Pont - Chêne d'Argent (sens Dijon > Bourg-en-Bresse); Pont - Val de Saône (sens Bourg-en-Bresse > Dijon).                        |             |
|                                                                           | Viaductul Auxonne. |             |
| Intersecție                                                               | Nod rutier între A36 și A39: A6 Paris, Beaune; Strasbourg, Mulhouse, Besançon, Dole-Authume.                                                       | A36 A6 E60  |
|                                                                           | Trecerea din departamentul Côte-d'Or în departamentul Jura.                                                                                        |             |
| 6 - Choisey                                                               | Orașe deservite: Dole-centru, Dole-Choisey, Aeroportul Dole–Jura.                                                                                  | RD905       |
|                                                                           | Pod peste Canal du Rhône au Rhin. |             |
|                                                                           | Viaductul Choisey. |             |
|                                                                           | Pod peste Doubs. |             |
|                                                                           | Pod peste Loue. |             |
|                                                                           | Zone de odihnă: La Vouivre (sens Dijon > Bourg-en-Bresse); Louis Pasteur (sens Bourg-en-Bresse > Dijon).                                           |             |
|                                                                           | Zone de odihnă: La Jument Verte (sens Dijon > Bourg-en-Bresse) ; Le Chat Perché (sens Bourg-en-Bresse > Dijon).                                    |             |
| 7 - Bersaillin                                                            | Orașe deservite: Lausanne, Besançon, Pontarlier, Lons-le-Saunier, Poligny.                                                                         | A391        |
| 7.1 - Bersaillin                                                          | Orașe deservite: Saint-Germain-lès-Arlay, Bletterans, Lons-le-Saunier-nord.                                                                        |             |
|                                                                           | Zonă de servicii: Le Jura (în ambele sensuri). |             |
| 8 - Beaurepaire-en-Bresse                                                 | Orașe deservite: Lons-le-Saunier, Louhans, Montmorot.                                                                                              | RD678       |
|                                                                           | Trecerea din departamentul Jura în departamentul Saône-et-Loire.                                                                                   |             |
|                                                                           | Zone de odihnă: La Vallière (sens Dijon > Bourg-en-Bresse); Savigny (sens Bourg-en-Bresse > Dijon).                                                |             |
| 9 - Le Miroir                                                             | Orașe deservite: Louhans, Cuiseaux, Cousance. |             |
|                                                                           | Zonă de servicii: Le Poulet de Bresse (în ambele sensuri).                                                                                         |             |
|                                                                           | Trecerea din departamentul Saône-et-Loire în departamentul Ain. Trecerea din regiunea Bourgogne-Franche-Comté în regiunea Auvergne-Rhône-Alpes.    |             |
| 10 - Beaupont                                                             | Orașe deservite: Saint-Trivier-de-Courtes, Coligny, Saint-Amour.                                                                                   |             |
|                                                                           | Zone de odihnă: Marmont (sens Dijon > Bourg-en-Bresse); Beny (sens Bourg-en-Bresse > Dijon).                                                       |             |
| Intersecție                                                               | Nod rutier între A40 și A39: Grenoble, Lyon, Geneva, Bourg-en-Bresse; Mâcon.                                                                       | A40 E21     |
| A39                                                                       | |             |

## Autostrada A391
Autostrada A391, sau A391, este o autostradă franceză scurtă, ramificație a A39, care permite conectarea acesteia la RN83, oferind astfel o alternativă mai directă pentru a evita ocolul prin Dole în direcția Besançon.
Aceasta este integral concesionată către APRR și este cu taxă.
O posibilă prelungire spre Besançon a fost deja discutată (vezi mai jos).
Acest tronson scurt servește, de asemenea, ca parte a axei naționale Dijon – Elveția (istoric, RN5).

### Istoric
Declarații de utilitate publică
- 11 ianuarie 1994: Întregul traseu al autostrăzii A391 (A39 - RN83)[7].

Puneri în funcțiune
- 3 iunie 1998: Întregul traseu al autostrăzii A391 (A39 - RN83).

### Traseu
| De la A39 până la RN83; secțiune cu taxă, concesionată către APRR. | |      |
| 7                                                                  | Nod rutier între A39 și A391: Strasbourg, Dijon, Besançon, Dole; Geneva, Lyon, Bourg-en-Bresse, Lons-le-Saunier. | A39  |
| A391                                                               | |      |
|                                                                    | Punctul de taxare Bersaillin.                                                                                    |      |
| D192 - Bersaillin                                                  | Orașe deservite: Bersaillin, Sellières (nod rutier parțial).                                                     |      |
| A391                                                               | |      |
|                                                                    | Orașe deservite: Poligny, Arbois, Besançon, Champagnole, Pontarlier, Lausanne                                    | RN83 |
| Orașe deservite: Lons-le-Saunier                                   | RD1083 |      |